# Саборна црква у Урошевцу
Саборна црква Светог цара Уроша налази се у центру Урошевца и припада Епархији рашко-призренској Српске православне цркве. 

## Архитектура цркве
Саборна црква у Урошевцу, посвећена Светом Цару Урошу, подигнута је 1933. године, према пројекту архитекте Јосифа Михаиловића из Скопља. Саграђена је као петокуполна грађевина триконхалне основе, изведена је у комбинацији бетона, камена и опеке, а потом омалтерисана. Као узор за компоновање разуђеног горњег дела храма са куполама послужила је црква манастира Грачанице. Декорацију чине шаховска поља са крстовима, флорални мотиви и опека у кровном венцу. Главна купола почива на четири слободна стуба. Сводови травеја су полуобличасти, а над припратом је подигнута галерија. 
Живопис је осликао Јанко Кузмановић из Галичника, од 1932. до 1936. године, који је заједно са Викторијом Пузановом из Косовске Митровице, аутором престоних икона и аутор сликане декорације богато резбарене иконостасне преграде.
Збирка икона, припада периоду српског средњовековног иконописа, укључујући и икону Свете Тројице, коју је осликао зограф Јосиф Радевић из Лазаропоља 1896. године. Црква је имала заветне дарове из 1909. године кадионицу и неколико звона која су донирале жене Крагујевца 1912. Иконостас је из 19. века, израђен у дуборезу, и дар је српског краља Александра I Карађорђевића.

## Разарање цркве 1999. године
Црква је опљачкана потом запаљена од стране албанских екстремиста након доласка америчких снага КФОР-а у Урошевац, крајем јуна 1999. године, да би се 2004. године поновио напад. Црква је поново нападнута 2013. године и оскрнављена графитима.